# Slender Man (film)
Slender Man – amerykański horror w reżyserii Sylvaina White’a. Scenariusz napisał David Brike. W filmie występują: Joey King, Julia Goldani Telles, Jaz Sinclair, Annalise Basso, Alex Fitzalan, Taylor Richardson i Javier Botet, jako tytułowy potwór. Prace nad filmem zaczęły się w maju 2016, kiedy David Brike został zatrudniony do napisania scenariusza, a znaczna część obsady została zatrudniona rok później. Filmowanie odbyło się w Massachusetts w czerwcu i lipcu 2017. Film swoją premierę miał 10 sierpnia 2018 w Stanach Zjednoczonych i zarobił 51 milionów dolarów. Na całym świecie film uzyskał negatywne opinie od krytyków, wielu z nich krytykuje historię i postacie. Krytycy jak i publiczność uważają film za nudny. Jaz Sinclar za swój występ w filmie została nominowana do nagrody Golden Raspberry Award dla najgorszej aktorki drugoplanowej.

## Historia
Film opowiada o czterech dziewczynach, które otwierają link do filmu w Dark Webie. Pomimo tego, że zostały ostrzeżone jakie będą skutki obejrzenia materiału, postanawiają go obejrzeć. Dzień później zostają nawiedzone przez Slender Mana.

## Obsada
- Joey King
- Julia Goldani Telles
- Jaz Sinclair
- Annalise Basso
- Alex Fitzalan
- Taylor Richardson
- Javier Botet
- Kevin Chapman
- Jessica Blank
- Michael Reilly Burke

## Produkcja
W maju 2016 r. serwisy informacyjne poinformowały, że Sony Pictures zaczęło kręcić film o Slender Manie. Film był oparty na postaci stworzonej przez Erica Knudsena. Scenariusz napisał David Brike. Sony Screen Gems rozmawiało z Mythology Entertainment, Madhouse Entertainment i It Is No Dream Entertainment, aby wyprodukować film o tematyce Slender Mana. W styczniu 2017 roku Sylvain White został reżyserem filmu, a producentami zostali Brad Fischer z Mythology Entertainment, James Vanderbilt i William Sherak, Robyn Meisinger z Madhouse Entertainment i Sarah Snow z It Is No Dream Entertainment. Po premierze filmu Bloody Disgusting poinformowała, że Sony Scren Gems wymagało od producentów MPAA PG-13, oraz to że kilka scen z filmu zostało usuniętych ze względu na obawy przed publicznym niezadowoleniem. W maju 2017 roku do obsady dołączyli Joey King, Julia Goldani Telles, Jaz Sinclair, Annalise Basso, Talitha Bateman (która później została zastąpiona przez Taylor Richardson) i Alex Fitzalan. W lipcu 2017 r. Kevin Chapman dołączył do obsady filmu, żeby zagrać uzależnionego od alkoholu ojca. Fotografie do filmu rozpoczęto 19 czerwca 2017 r., a zakończyły 28 lipca 2017 r. w Bostonie.

## Marketing
2 stycznia 2018 r. ukazał się pierwszy plakat filmu, a następnego dnia zwiastun. Reakcje na zwiastun były mieszane, niektórzy opisywali zwiastun jako "niskobudżetowy horror". Inne źródła mówią, że jeden ojciec dziewczynki, która została zaatakowana przez swoje koleżanki, które twierdziły, że składały ofiarę Slender Manowi sprzeciwiał się produkcji filmu. Drugi zwiastun pojawił się 26 lipca 2018 r.

## Wydanie
Film został wydany 10 sierpnia 2018 r. Poprzednio miał się ukazać w kinach 18 maja 2018 r. Marcus Theatres nie pokazał filmu jedynie w hrabstwie Waukesha z powodu tragicznej sytuacji jaka się tam wydarzyła.

### Oglądanie filmu w domu
Slender Man został wydany na Digital HD 19 października 2018 roku, a na Blu-ray i DVD 31 października 2018 roku przez Sony Pictures Home Entertainment.

## Przyjęcie filmu

### Dochód
Film zarobił 30,6 milionów dolarów w Stanach Zjednoczonych i w Kanadzie, a w innych krajach 21,2 milionów dolarów, co daje łącznie 51,8 miliona dolarów brutto.

### Krytyka
W Rotten Tomatoes pozytywne opinie wynosiły zaledwie 7%. W Metacritic film ma ocenę 30/100, według 15 krytyków film ma ocenę "ogólnie niekorzystną". Publiczność ankietowana przez CinemaScore przyznała filmowi średnią ocenę "D–" w skali od A + do F.

### Wyróżnienia
| Rok  | Nagroda                | Kategoria                      | Odbiorca(y)  | Rezultaty  |
| ---- | ---------------------- | ------------------------------ | ------------ | ---------- |
| 2019 | Golden Raspberry Award | Najgorsza aktorka drugoplanowa | Jaz Sinclair | Nominowana |